# Col·lodió humit

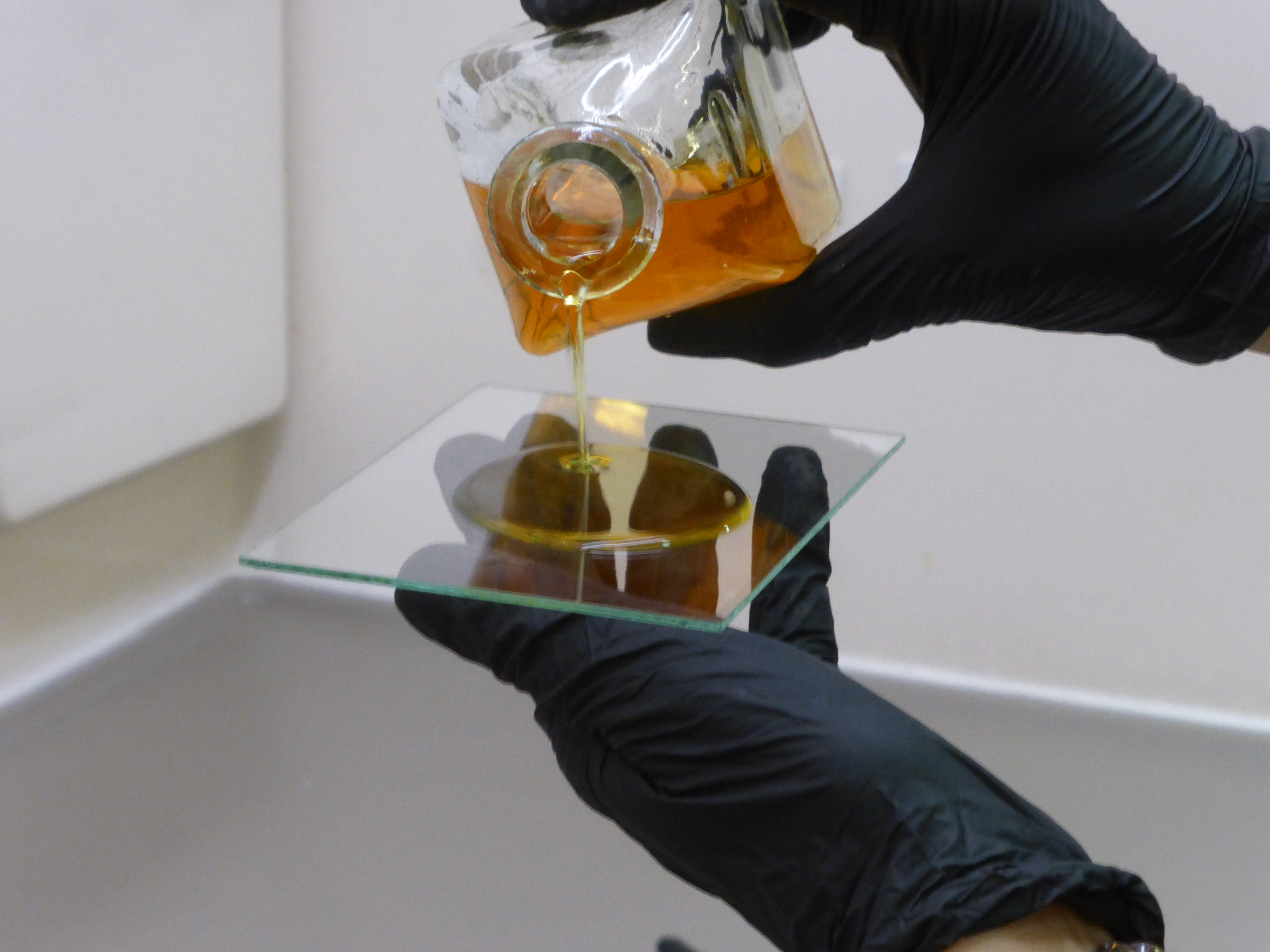
Començament de la preparació d'una placa de vidre al col·lodió.

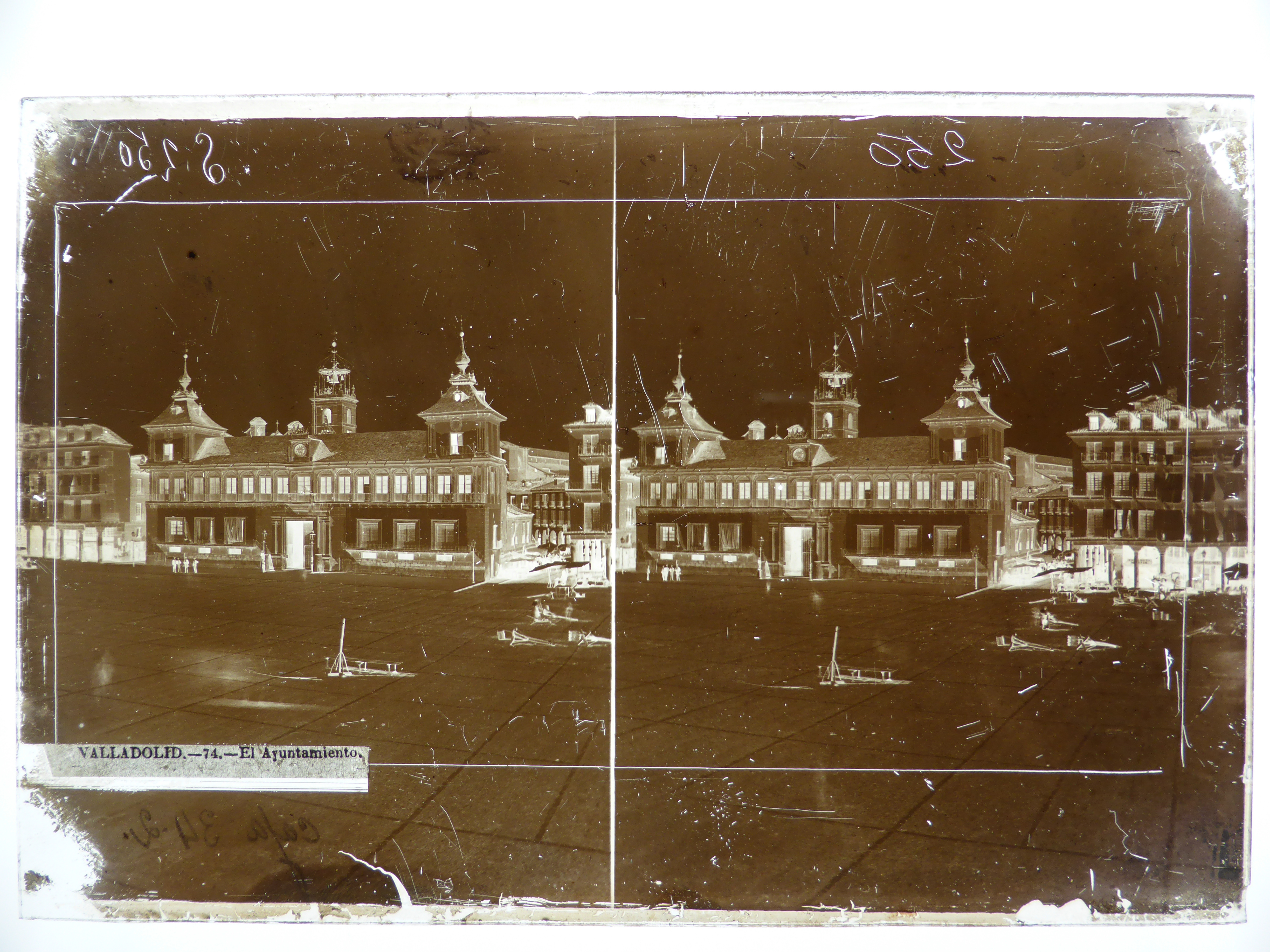
Placa de vidre al col·lodió humit. Antic Ajuntament de Valladolid. Negatiu de J. Laurent cap a l'any 1865.

El col·lodió humit és un procediment fotogràfic usat comunament fins a finals del s. XIX. Es considera que la tècnica va ser inventada gairebé simultàniament per Frederick Scott Archer i Gustave Le Gray al voltant de l'any 1850. Aquest tipus de fotografia va ser molt popular durant prop de 40 anys, i molts fotògrafs pioners van contribuir a millorar el procés.
El mètode suposa la utilització del col·lodió, una mena de vernís que s'aboca en forma líquida sobre les plaques. Estès sobre una placa de vidre s'anomena ambrotip, i si és metàl·lica ferrotip. El col·lodió se sensibilitza en nitrat d'argent. Les plaques de vidre han d'estar molt netes, per poder obtenir imatges nítides i sense taques.
Es diu col·lodió humit perquè la placa ha de romandre humida durant tot el procediment de presa i revelat de les imatges. Això suposa que els fotògrafs han de portar amb ells el laboratori fotogràfic, a fi de preparar la placa abans de la presa i procedir a revelar-la immediatament. Es va generalitzar així l'ús de tendes de campanya i de carretes reconvertides en laboratoris per als fotògrafs que treballaven a l'exterior.
Un altre dels inconvenients d'aquest mètode és la fragilitat de les plaques de vidre emprades com a suport, que es poden ratllar o trencar.
Amb l'ús d'aquest procediment es va aconseguir reduir el temps d'exposició a uns quants segons, entre 6 i 15, la qual cosa va provocar una disminució dels costos. Un altre dels grans avantatges de les plaques al col·lodió comparades amb altres procediments de l'època és la seva estabilitat.
El col·lodió va ocasionar l'abandonament d'altres procediments com el daguerreotip, ja que permetia obtenir diverses còpies, o el calotip. També va suposar la popularització d'imatges de famosos per l'accés al mercat de fotografies de la burgesia i de les incipients classes mitjanes, en còpies a l'albúmina relativament econòmiques.

## Història

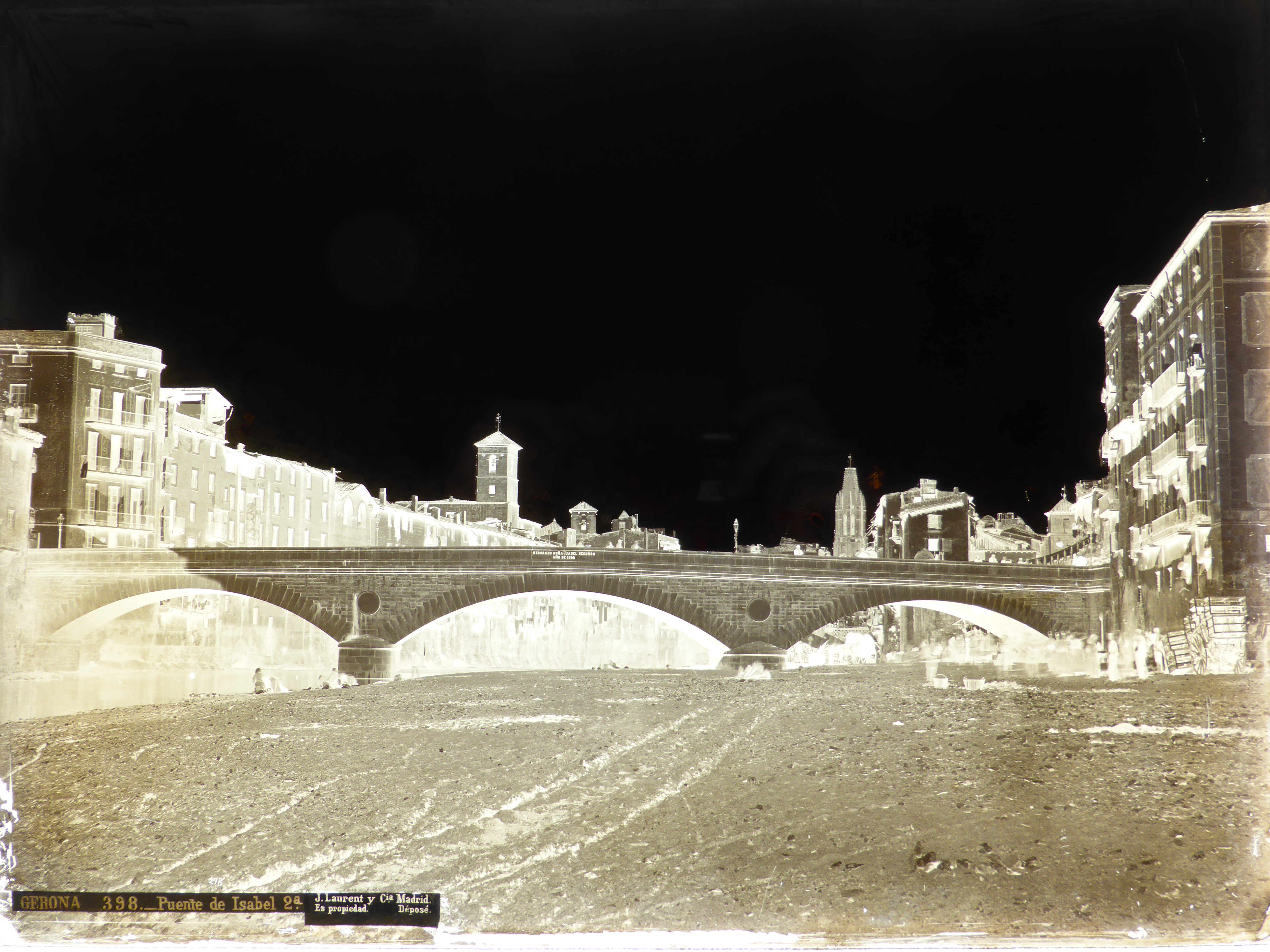
Any 1867. Negatiu de vidre al col·lodió. Vista de Girona. Foto: José Martínez Sánchez. Casa fotogràfica de J. Laurent.

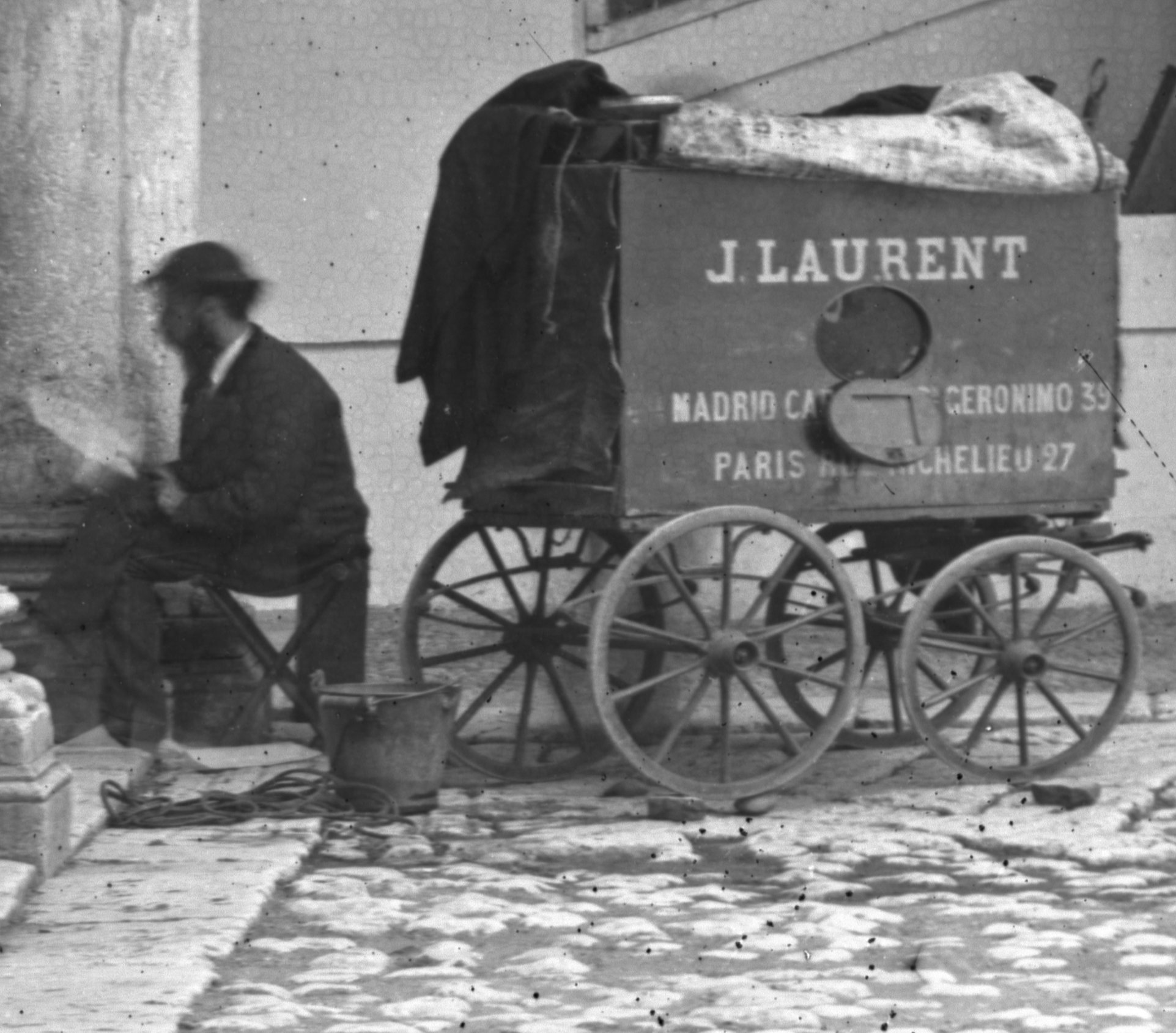
Detall del carruatge laboratori del fotògraf J. Laurent en l'any 1872.

El col·lodió humit va ser inventat l'any 1851 per Gustave Le Gray, qui va ser el primer a indicar un procediment amb aquest compost, i va aconseguir imatges mitjançant el revelat amb sulfat de protòxid de ferro. Frederick Scott Archer va publicar, aquest mateix any, a Anglaterra, un estudi d'aquest agent, que va suposar un gran avenç en el desenvolupament de la fotografia.
A partir de l'any 1855, es va imposar aquest procediment. Entre els fotògrafs que el van adoptar hi ha alguns autors clàssics com Charles Clifford i J. Laurent, dos dels més importants fotògrafs que van treballar a Espanya, en l'època de la reina Isabel II d'Espanya.
A la dècada de 1880, el seu ús va començar a ser desplaçat per l'aparició de la instantània fotogràfica, de les "plaques seques" de vidre amb gelatinobromur. Però les plaques de vidre amb col·lodió es van seguir emprant moltes dècades en els tallers d'arts gràfiques.
Les indústries gràfiques encara feien servir el col·lodió humit als anys de la dècada dels 60 del s. XX per a obres de línies i tonalitats, la majoria amb tintes negres sobre fons blanc, ja que, en grans formats, aquesta tècnica era força més econòmica que la del cel·luloide.

## Composició del col·lodió
El col·lodió és un nitrat de cel·lulosa dissolt en una barreja d'alcohol i èter que s'estén sobre una placa de vidre. Quan aquesta mescla com un xarop comença a solidificar-se sobre el vidre, la placa se submergeix en un bany de nitrat de plata per sensibilitzar-la, de manera que les sals contingudes a la pel·lícula es transformen així en halogenur de plata sensible a la llum. A continuació, s'escorre la placa i es transfereix a un marc hermètic a la llum. Totes aquestes operacions s'han de fer en una habitació fosca. Després es pot captar la foto amb la càmera, amb una exposició curta. A continuació, la placa s'ha de desenvolupar immediatament en una habitació il·luminada amb llum vermella clara (el nitrat de plata és insensible a la llum vermella) amb àcid gàl·lic o sulfat de ferro i encabat fixat amb tiosulfat de sodi o cianur de potassi.